# Hexadecanolid
Hexadecanolid ist ein Naturstoff aus der Gruppe der Lactone bzw. Makrolide, der als Duftstoff eingesetzt wird.

## Vorkommen
Verschiedene Makrolide kommen im ätherischen Öl des Arznei-Engelwurz vor (insgesamt bis etwa 6 %). Die mengenmäßig wichtigste Verbindung ist dabei Pentadecanolid, aber auch Lactone anderer Ringgrößen, darunter Hexadecanolid sind darin enthalten. Dabei ist der Gehalt an Makroliden im Öl aus den Wurzeln größer als in dem aus den Samen.
Die Bienen der Familie Halictidae tragen Makrolide in den Dufour-Drüsen. Bei der Eiablage wird daraus ein linearer, hydrophober Polyester produziert, der das Nest schützt. Bei den meisten Arten kommen hauptsächlich größere Ringe vor (insbesondere C18, C20 und C22), aber bei den Arten Lasioglossum albipes und der Gemeinen Furchenbiene (Lasioglossus calceatum) ist Hexadecanolid die mengenmäßig wichtigste Komponente und auch mehreren Arten der Gattung Seidenbienen kommt sie ebenfalls in Spuren vor.
Im Waldboden unter Nadelbäumen (Pinus radiata) wurden Hexadecanolid und andere Lactone (Dodecanolid und Tetradecanolid) gefunden, die vermutlich aus zersetztem Cuticula-Wachs entstehen und mitverantwortlich sind für den Geruch des Waldbodens.
In kleinen Mengen wurde Hexadecanolid in den flüchtigen Aromen der Orchideen-Arten Epidendrum aromaticum und Epicatleya kyoguchi nachgewiesen.

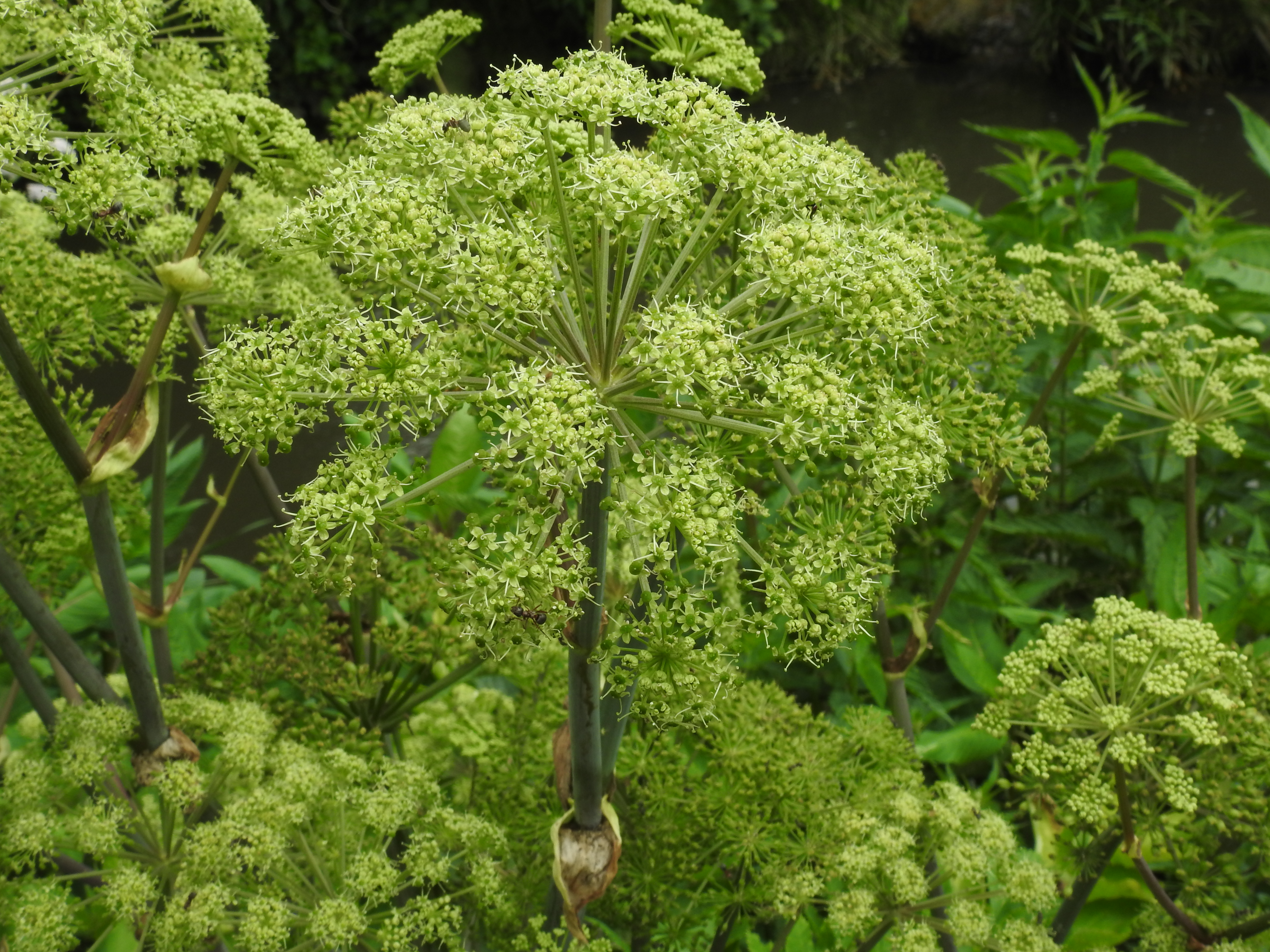
Arznei-Engelwurz
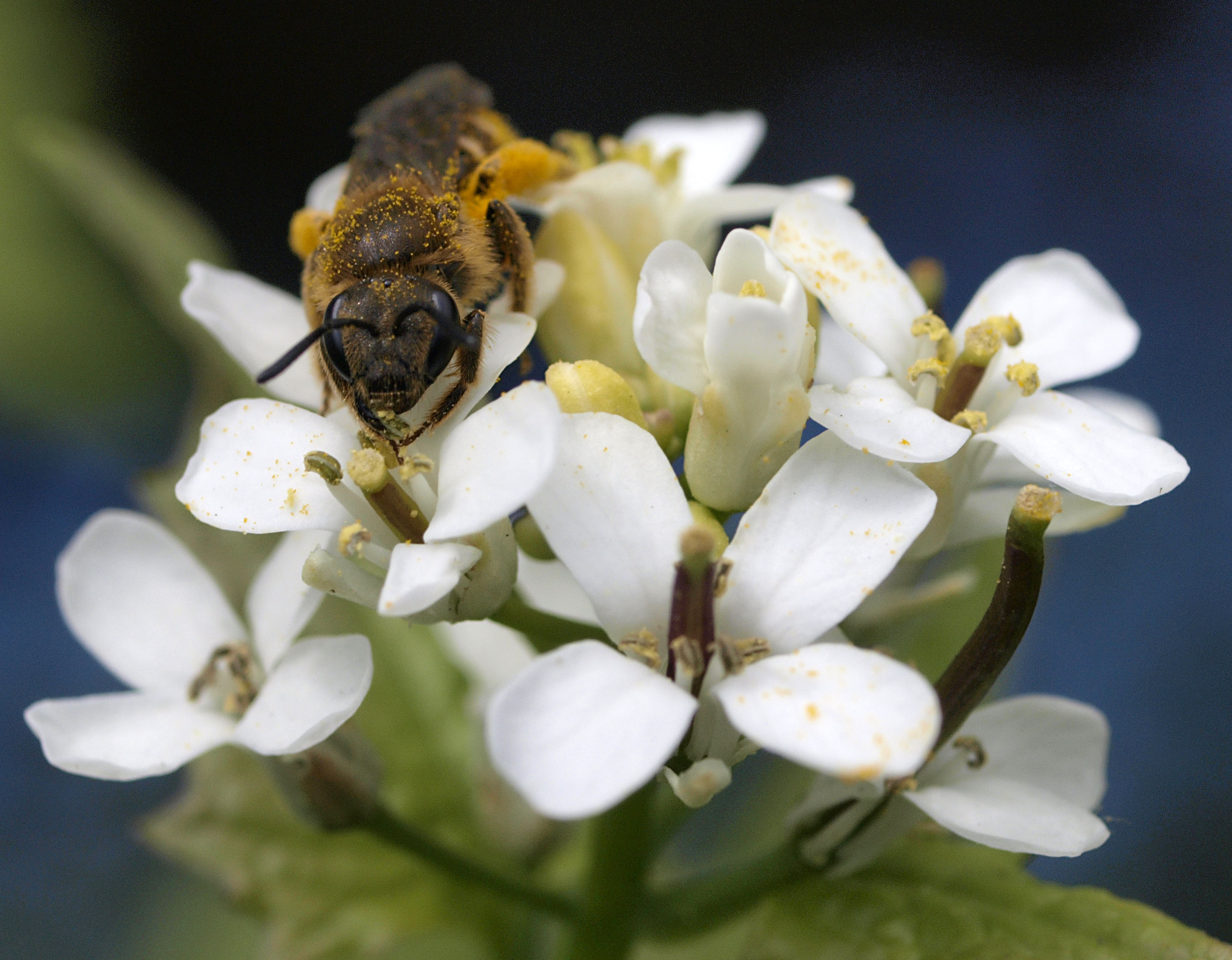
Gemeine Furchenbiene

## Synthese
Eine große Anzahl an Synthesen für Hexadecanolid wurde publiziert. 
Mehrere Synthesen gehen von der ω-Hydroxypalmitinsäure (Junipersäure) aus. Die Makrolactonisierung ist beispielsweise durch Katalyse mit Bortrifluorid-Etherat und Polystyrol-Perlen möglich, durch Katalyse mit Cyanurchlorid, durch Umsetzung mit Dicyclohexylcarbodiimid, Dimethylaminopyridin und Dimethylaminopyridin-Hydrochlorid in Chloroform oder Umsetzung mit p-Nitrobenzoesäureanhydrid und Scandiumtriflat in Acetonitril und THF. Eine Synthese durch enzymkatalysierte Umesterung des Methylesters von Junipersäure mit einer Lipase ist ebenfalls möglich.
Eine Synthese basiert auf der thermolytischen bzw. photolytischen Umlagerung von Tricyclohexylentriperoxid. Dieses lagert sich zunächst zu einem Makrocyclus mit zwei Peroxyesterfunktionen um, dann unter Abspaltung von zwei Molekülen Kohlendioxid zu Hexadecanolid. Diese Synthese hat allerdings nur eine geringe Ausbeute: Anfangs unter 1 %, nach verschiedenen Verbesserungen der Reaktionsbedingungen etwa 20 %. Es kann auch durch Umsetzung von ω-Iodpalmitinsäure mit Caesiumcarbonat gewonnen werden.

## Eigenschaften
Die thermodynamischen Eigenschaften von Hexadecanolid wurden umfangreich untersucht. Die Bildungsenthalpie beträgt bei 25 °C −642,7 kJ/mol, die Verdampfungsenthalpie 83,8 kJ/mol.

### Toxikologie
Zur Toxikologie von Hexadecanolid liegen umfangreiche Studien vor, die alle darauf hindeuten, dass von der Verbindung kaum Gesundheitsgefahren ausgehen. Die akute Toxizität der Verbindung ist sehr gering, so wurden bei oraler Gabe von 5 g/kg Körpergewicht (Studie an Ratten), sowie bei dermaler Applikation von 2,5 g/kg Körpergewicht (Studie an Kaninchen) keine Todesfälle registriert. Untersuchungen zur Hautreizung mit kleinen Konzentrationen an Menschen führten zu keiner Hautreizung, Untersuchungen mit größeren Konzentrationen an Kaninchen und Meerschweinchen führten zu schwachen bis mäßigen Hautreizungen. Kleinere Konzentrationen führten bei Kaninchen zu keiner Augenreizung. Bei höheren Konzentrationen wurde eine geringe Phototoxizität festgestellt. Es gibt keine Hinweise auf Genotoxizität oder ein Sensibilisierungspotential.

## Reaktionen
Hexadecanolid kann in einer enzymkatalysierten ringöffnenden Polymerisation durch verschiedene Lipasen zu einem linearen Polyester umgesetzt werden.

## Verwendung
Hexadecanolid wird als Duftstoff in Kosmetika sowie Körperpflege- und Reinigungsprodukten eingesetzt. Die jährlich weltweit verwendete Menge liegt in der Größenordnung zwischen 10 und 100 Tonnen. In der EU ist es unter der FL-Nummer 10.047 als Aromastoff für Lebensmittel allgemein zugelassen.

## Nachweis
Hexadecanolid und andere Makrolide verfügen über charakteristische Massenspektren, über die ihr Nachweis möglich ist.